# 葉山みづき
葉山 みづき（はやま みづき、1979年6月10日 - ）は、日本のAV女優。

## 作品

### アダルトビデオ
- Cotton Feeling（2001年1月26日、アリスJAPAN）
- 好奇唇（2001年2月23日、アリスJAPAN）
- 扇情 〜ふしだらな女神〜（2001年3月23日、アリスJAPAN）
- となりのお姉さんはEカップ（2001年4月28日、ビッグモーカル）
- BeJean（2001年5月25日、桃太郎映像出版）
- Wild Thing III（2001年5月25日、桃太郎映像出版）
- 巨乳女教師童貞狩り II（2001年7月6日、ワープエンタテインメント）
- ラビリンス（2001年8月20日、エクストリーム）
- 葉山みづきスペシャル　（2001年8月24日、アリスJAPAN）「好奇唇」、「扇情」のセルDVD化作品
- Angel（2001年10月17日、アイデアポケット）
- THE巨乳スチュワーデス（2001年11月1日、ドリームチケット）他出演:井上千尋、藤原倫子（藤崎彩花）
- Fuck You!! ボディコン痴女の誘惑（2002年1月17日、ドリームチケット）他出演:雪野弥生、かぐやひめ
- いろんな意味で、ナマな女。（2002年3月13日、ドリームチケット）他出演:宝来みゆき、藤森加奈子
- Pretty（2002年6月7日、エクストリーム）
- Platinum Ticket 12（2002年11月20日、ドリームチケット）「THE巨乳スチュワーデス」、「Fuck You!!」、「〜ナマな女」の二次使用作品
- プロジェクトX Vol.6 超精射たち（2003年7月21日、誅臣蔵）
- 恋愛レボリューション（プロヴァンス）